# Marianne Bachmeier

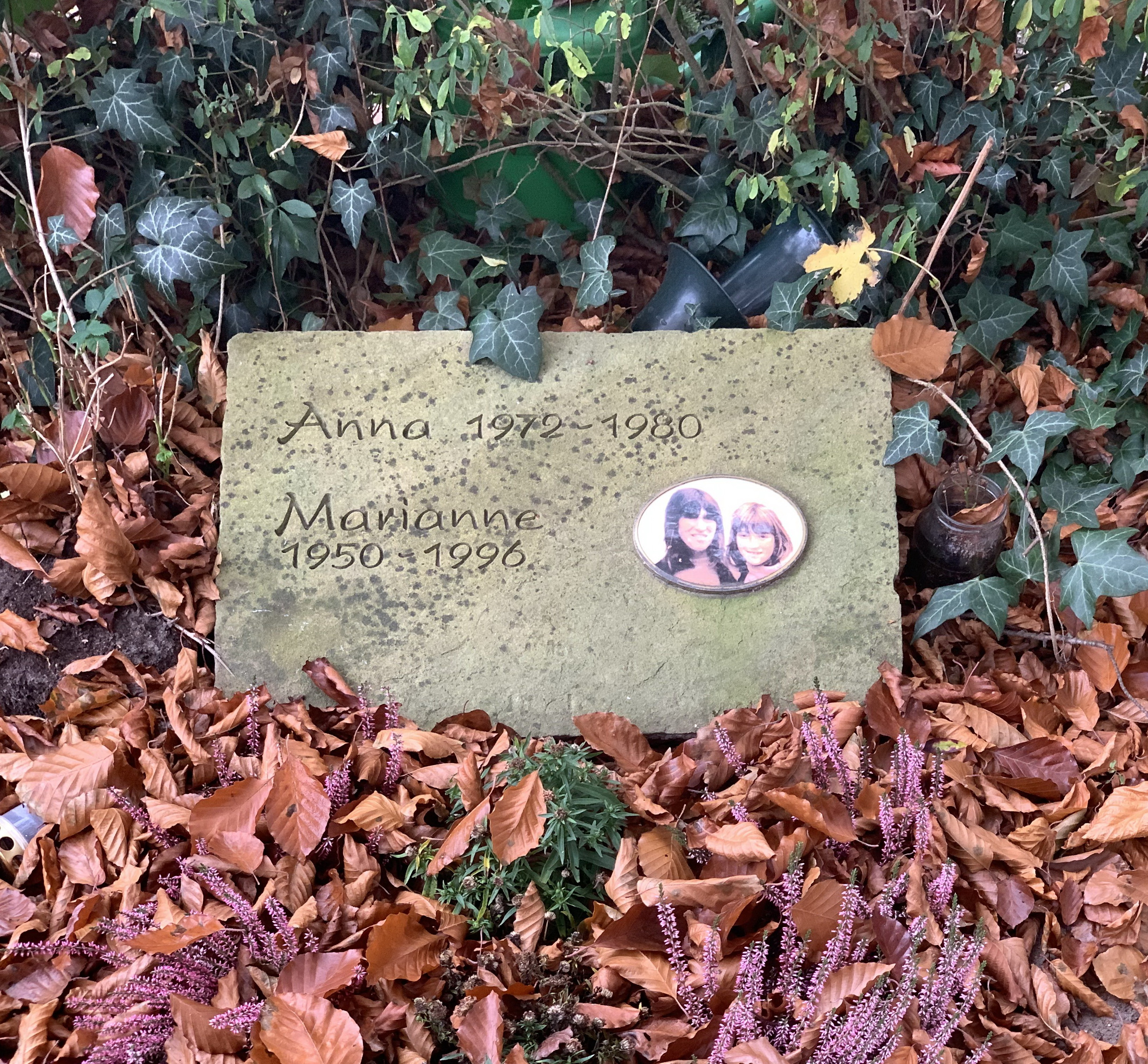
Marianne och Anna Bachmeiers gemensamma grav på Burgtorfriedhof i Lübeck.

Marianne Bachmeier, född 3 juni 1950 i Sarstedt, död 17 september 1996 i Lübeck, var en tysk kvinna som 1981 sköt ihjäl den man som stod åtalad för våldtäkt och mord på hennes dotter Anna (1972–1980).
I maj 1980 bortfördes Bachmeiers dotter Anna av den 35-årige slaktaren Klaus Grabowski; han våldtog och mördade den 7-åriga flickan. Grabowskis fästmö angav honom till polisen. I mars året därpå inleddes rättegången mot Grabowski. Bachmeier lyckades att smuggla in en Beretta 70 i Lübecks tingsrätt och sköt ihjäl Grabowski. Dådet föranledde intensiv debatt.
Bachmeier dömdes till sex års fängelse för dråp; hon frigavs villkorligt efter tre år. Hon avled 17 september 1996 vid 46 års ålder i sviterna av bukspottkörtelcancer. Hon begravdes bredvid dottern Anna på begravningsplatsen Burgtorfriedhof i Lübeck.